# ソイロン
ソイロンは、2011年に山中産業が登録した商標で、コーンスターチなどのデンプンに由来するグルコースを乳酸発酵させ、酵素の使用および重合化により作られたポリ乳酸（PLA）ポリマー樹脂のメッシュ。
乳酸を熱重合することにより、融点がそれぞれ170℃と57℃の二次転移点を持つ脂肪族ポリエステル樹脂が得られる。PLAは、その塑性特性により飲料用濾材向けの繊維（フィラメント）に溶融紡糸することが可能。ソイロンは、ティーバッグにおける使用を意図して開発された。土壌中の微生物によって容易に生分解および分解されるため、ティーバッグに使われている従来の材料の代替として使用されている。通常使用されているナイロンバッグと比較して、ソイロンは毒性のない安全な材料だ。しかし、ナイロンよりも環境面に優れているが、家庭で堆肥化することはできない。